# سفارة بيرو في إسبانيا
سفارة بيرو في إسبانيا هي أرفع تمثيل دبلوماسي لدولة بيرو لدى إسبانيا. تقع السفارة في مدريد وهي تهدف لتعزيز المصالح البيروفية في إسبانيا.

## وصلات خارجية
- قائمة سفارات بيرو
- قائمة السفارات في إسبانيا